# فردریک مک‌کوبین
فردریک مک‌کوبین (انگلیسی: Frederick McCubbin; ۲۵ فوریهٔ ۱۸۵۵ – ۲۰ دسامبر ۱۹۱۷) نقاش اهل استرالیا بود. مک‌کوبین یکی از افراد مهم و کلیدی جنبش و مکتب هایدلبرگ بود که از آن با عنوان امپرسیونیسم استرالیا یاد می‌گردد.